# 주 장공
주 장공(邾 莊公, ? ~ 기원전 507년, 재위 : 기원전 540년 ~ 기원전 507년 2월 29일)은 주나라의 17대 군주로, 휘는 천(穿)이다.

## 사적
기원전 540년, 도공(悼公)의 뒤를 이어 임금이 되었다. 제후들과의 회맹에도 참여하였고 기(杞)나라 도공(悼公)과 노(魯)나라 소공(昭公)을 복위시키는 회맹에도 참여하였다.
장공 33년(기원전 508), 대부 이역고(夷射姑)와 함께 술을 마셨다. 도중에 이역고가 소변을 보러 나갔을 때, 문지기가 고기를 달라고 하자 이역고가 그의 몽둥이를 빼앗아 그를 때렸다.
장공 34년(기원전 507) 봄 2월 29일, 장공이 문루(門樓)에 올라가 정원을 내려다 보았다. 이때 문지기가 병에 든 물을 정원에 쏟는 모습이 눈에 들어왔다. 장공이 대노하자 문지기가 이같이 말했다.
| “ | 이역고가 전에 여기에 소변을 보았습니다. | ” |

이에 곧바로 이역고를 붙잡도록 하였으나 잡지 못하였고, 이에 분을 참지 못하고 평상 위에서 뛰어내리다가 화로의 숯불 위로 떨어져 큰 화상을 입고 죽었다.
장공을 장사 지내면서 수레 다섯 승과 사람 다섯 명을 순장하였다. 장공은 성질이 조급하고 정결한 것을 너무 좋아한 나머지 이런 일을 당한 것이다.

## 함께조기
- 주 도공